# Glencore
Glencore plc är ett brittiskt-schweiziskt råvaruhandelsbolag och gruvföretag med huvudkontor i Baar, Schweiz. Företagets huvudsakliga föregångare, Glencore International, var världens största råvaruhandelsbolag. Glencore hade produktionsanläggningar i ett stort antal länder och levererade metaller, mineraler, råolja, oljeprodukter, kol, naturgas och jordbruksprodukter till kunder i fordons-, energi-, stål- och livsmedelsindustrierna.
Företaget bildades ursprungligen år 1974 av råvaruhandlaren Marc Rich som Marc Rich & Co AG och fick namnet Glencore genom en så kallad management buyout. 2 maj 2013 genomförde Glencore det väntade förvärvet av samarbetspartnern Xstrata.

## Historia
År 1974 bildades Marc Rich & Co, ett amerikanskt råvaruhandelsföretag ägt av Marc Rich. Rich, som snabbt blev förmögen på affärerna, åtalades i USA på 51 punkter för bland annat skattebrott och illegal handel med Iran. Han flydde till Schweiz och stannade där tills han under kontroversiella omständigheter benådades av president Bill Clinton år 2001. Under flykten hade Rich redan åren 1993–1994 tvingats sälja sin majoritetsandel i Marc Rich & Co, som nästan gått i bankrutt efter ett misslyckat försök att få kontroll över den globala zinkhandeln, till Glencore International. Glencore var dock i sin tur styrt av personer nära Marc Rich, och Rich hade en fortsatt nära relation med företaget de kommande 21 åren.
Glencore International listades på London Stock Exchange i maj 2011 och ingick därefter i FTSE 100-indexet. Företaget fanns också listat på Hong Kong Stock Exchange samt Johannesburg Stock Exchange.

## Kontroverser
Enligt amerikanska CIA ska Glencore International ha betalat över 3,2 miljoner dollar i mutor till Saddam Husseins regering för att få irakisk olja genom Olja mot mat-programmet då Irak var under FN-sanktioner. Företaget ska ha nekat till anklagelserna. Redan under Marc Rich ska företaget ideligen ha brutit mot FN-sanktioner, bland annat genom handel med den sydafrikanska apartheidregeringen.

### Afrika
Glencores investeringar i Afrika har varit föremål för mycket stark kritik. Myndigheterna i Zambia beskyller Glencoreägda Mopani Copper Mines plc, som står för en stor del av landets utländskt kontrollerade gruvdrift, för att orsaka hälsoproblem och surt regn som riskerar drabba miljontals invånare. Mopani Copper Mines betalar knappt någon skatt i Zambia, och den internationella revisionsbyrån Grant Thornton International konstaterade år 2011 att skattefusk och manipulerad statistik gjort att den zambiska staten förlorat över hundra miljoner dollar i skatteintäkter. Mopani Copper Mines betalar istället skatt i skatteparadiset Brittiska Jungfruöarna.
I Kongo-Kinshasa använde Glencores dotterföretag syra i kopparextraktionen i Luilu, och släppte ut restavfallet i en flod som användes av lokalbefolkningen för bland annat fiske. Företaget har också anklagats för handel med konfliktmineraler. Glencore har också tagit över driften av gruvor i Kansuki och Mutanda som under oklara förhållanden och sekretess överförts från den kongolesiska staten till privata ägare.